# Haras El-Hedood Club
Maillots
Actualités
Le Haras El Hedood Sporting Club (en arabe : نادي حرس الحدود الرياضي), plus couramment abrégé en Haras El Hedood, est un club égyptien de football fondé en 1932 et basé à El Max, un quartier d'Alexandrie.

## Histoire
Le club est créé en 1950, tout d'abord sous le nom d'Al Sawahel. Puis, après une remontée en première division au cours de l'année 2002-03 le club est renommé El Haras El Hedood.
Le club gagne ses premiers trophées au cours de l'année 2009, en remportant successivement la Coupe d'Égypte, puis la Supercoupe d'Égypte.

## Palmarès
| \| - Coupe d'Égypte (2) : - Vainqueur : 2009 et 2010. - Supercoupe d'Égypte (1) : - Vainqueur : 2009. \| \| - Coupe de la confédération : - Quart-de-finaliste : 2008, 2009 et 2010. \| |  |                                                                          |
| - Coupe d'Égypte (2) : - Vainqueur : 2009 et 2010. - Supercoupe d'Égypte (1) : - Vainqueur : 2009.                                                                                      |  | - Coupe de la confédération : - Quart-de-finaliste : 2008, 2009 et 2010. |

## Joueurs célèbres
- Modiri Marumo

## Identité visuelle

Ancien logo.
Logo actuel.